# Wiśniewski Akustycznie
Wiśniewski Akustycznie – pierwszy album koncertowy Michała Wiśniewskiego, będący zapisem akustycznej trasy wokalisty promowanej hasłem „A niech gadają”, zagranej na przełomie 2018 i 2019, która obejmowała występy w ponad 30 miastach. 
Album miał premierę 11 kwietnia 2019. Rejestracja materiału odbyła się na koncertach w Grójcu i Bytowie, podczas których Wiśniewski zaprezentował 24 utwory w odświeżonych aranżacjach, w tym m.in. przeboje „Powiedz”, „A wszystko to..” czy „Zawsze z Tobą chciałbym być”, a także piosenki „Jutro będzie lepszy dzień” i „Nienawiść” oraz tytułowy utwór trasy, „A niech gadają”.
Podczas koncertów Wiśniewskiemu na scenie towarzyszyła sekcja rytmiczna, która na co dzień gra w zespole Ich Troje, a także wokalistka grupy – Agata Buczkowska, której wykonanie piosenki „Czekanie” również znalazło się na albumie.

## Spis utworów
1. Kochaj mnie kochaj
2. A niech gadają
3. Anioły
4. Jutro będzie lepszy dzień
5. Ci wielcy
6. Razem a jednak osobno
7. Czekanie
8. Miłość i zdrada
9. Szarość dnia
10. Wypijmy za to!
11. Nienawiść
12. Babski Świat
13. Powiedz
14. A wszystko to…
15. Zawsze z Tobą chciałbym być